# Принцип Куртина — Гаммета
Принцип Куртина — Гаммета (англ. Curtin — Hammett principle) — у реакції, що дає продукт Х з конформера A' та другий продукт Y з іншого конформера A" (при цьому конформери швидко взаємно перетворюються в порівнянні зі швидкостями утворення продуктів, які не здатні переходити один в одного), склад продуктів не є пропорційним до відносної концентрації конформерів у субстраті. Він контролюється лише різницею в стандартних вільних енергіях відповідних перехідних станів. Пр., склад цис- і транс-алкенів у продуктах елімінування не залежить від складу конформерів, що задовольняють вимоги транс-елімінування, а лише від енергії активації елімінування.